# Свешников, Дмитрий Константинович

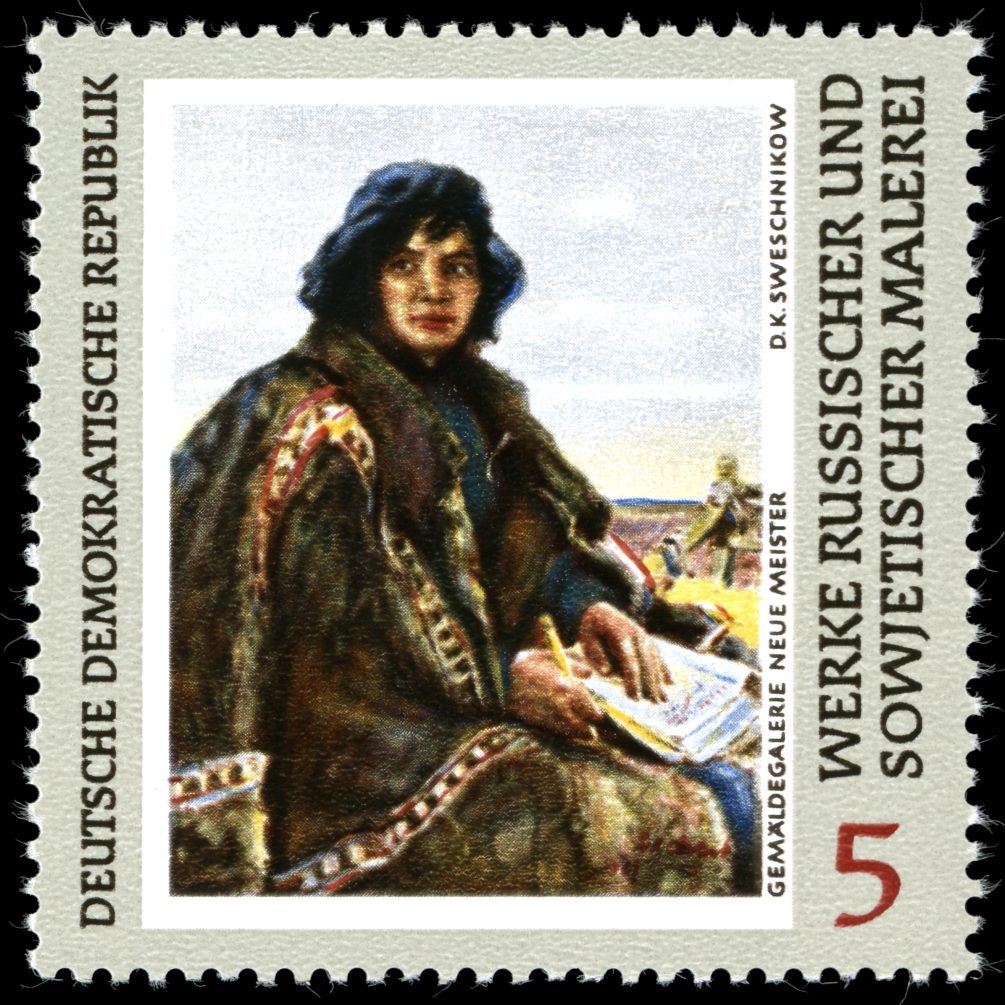
«Портрет учительницы Ф. И. Лаптандер» (Дрезденская картинная галерея). художника Д. Свешникова на почтовой марке ГДР. 1969 года

Дмитрий Константинович Свешников (14 июня 1912, пос. Людиново, Калужская губерния — 1 сентября 1997, Архангельск) — российский и советский живописец и путешественник, член Союза художников СССР (1941), народный художник РСФСР (1980).
Первый почётный гражданин города Нарьян-Мара (1969).

## Биография
В 1937 году окончил Ленинградское художественно-педагогическое училище. До начала Великой Отечественной войны работал художником-оформителем спектаклей в мурманском Драматическом театре Северного флота.
Участник Великой Отечественной войны, защищал Заполярье.
С 1946 жил и творил в Архангельске. С 1954 по 1965 год работал на должности председателя Архангельского отделения Союза художников РСФСР. В 1961—1963 — декан искусствоведческого факультета Народного университета культуры Архангельска.
Умер и похоронен в Архангельске на Вологодском кладбище.
Сын — Валентин Дмитриевич Свешников, скульптор, заслуженный художник РФ, действительный член РАХ, доцент.

## Творчество
Д. Свешников — автор жанровых работ, портретов, пейзажей. Участник республиканских и всесоюзных выставок художников с 1940 года, международных выставок в Брюсселе и Дрездене.
Главная тема жанровых произведений художника — особенности труда и быта ненцев оленеводов и обитателей тундры, других жителей русского Севера.
Создал ряд произведений, посвященных морякам-североморцам. Ему принадлежат также сюжетно-тематические полотна, северные пейзажи, портреты современников.
Картины Д. Свешникова находятся в собраниях художественных музеев России и за рубежом.

## Избранные картины
- «Первенец» (1951)
- «На оседлую жизнь» (1958)
- «Хозяин тундры» (1958)[4]
- портреты Тыко Вылки и Евгении Соболевой
- «Окся»,
- «Осип пастух»
- «Доктор сельскохозяйственных наук П. Рочев»
- «Там, где кочуют туманы» и др.